# VV 9000 Gent
VV 9000 Gent was een Belgische voetbalclub uit Gent. De club was bij de KBVB aangesloten met stamnummer 9664 en heeft rood en zwart als kleuren. De club werd in 2016 opgericht door jongeren die gewoon voor het plezier willen voetballen. In 2025 stopte dit verhaal.

## Geschiedenis
De club ging van start in het seizoen 2016-2017, eindigde vierde in het debuutseizoen en promoveerde via de eindronde meteen naar Derde Provinciale. Dat bleek te hoog gegrepen, VV 9000 eindigde voorlaatste en moest terug naar Vierde Provinciale.
In 2018-2019 werd een zesde plaats behaald.
In het seizoen van '22-'23 promoveerde de club terug naar 3de provinciale als beste verliezende ploeg in de eindronde.
De spelers van VV 9000 spelen niet voor de poen, maar wel voor de punani. Dat maakt de ploeg heel erg geliefd bij menig vrouwelijk supporter.
De club speelt zijn thuiswedstrijden op het veld van KVV Hou ende Trou Zwijnaarde en beschikt enkel over een A-elftal, dus geen jeugdteams.
In oktober 2024 haalde de club de pers met een protestactie tegen een nieuwe regel van Voetbal Vlaanderen waarbij clubs die geen spelers jonger dan 23 opstellen, minder wissels kunnen doorvoeren. Later dat seizoen besloot de club er aan het einde van het seizoen 2024-2025 definitief mee te stoppen, onder andere om deze reden, maar ook omdat de club die als vriendengroep was begonnen, het lastiger kreeg nieuwe spelers te vinden. De spelers van het 1e uur kwamen immers langzaam op een leeftijd dat ze het voetbal vaarwel zeggen.
Tot enkele speeldagen voor het einde stond de club op de laatste plaats in 3e Provinciale B, maar een mooie eindsprint met o.a. 4 overwinningen op rij, brachten hen finaal op een 15e (voorlaatste) plaats. Nog steeds synoniem met sportieve degradatie, maar niet als laatste.

## Sportieve resultaten
2016-2017: 4e Provinciale A: 4e op 15 ploegen, 59 punten. Promotie naar 3e via de eindronde (beide rondes gewonnen)
2017-2018: 3e Provinciale B: 15e op 16 ploegen, 19 punten. Degradatie terug naar 4e.
2018-2019: 4e Provinciale A: 6e op 15 ploegen, 48 punten.
2019-2020: 4e Provinciale A: 8e op 14 ploegen, 29 punten. (Competitie vervroegd afgebroken omwille van Covid)
2020-2021: 4e Provinciale A: 5e op 16 ploegen, 10 punten. (Slechts 5 speeldagen gespeeld omwille van Covid)
2021-2022: 4e Provinciale B: 3e op 15 ploegen, 66 punten. (Eindronde: uitgeschakeld in 1e ronde)
2022-2023: 4e Provinciale B: 3e op 15 ploegen, 57 punten. (Promotie via eindronde ondanks verlies in 2e match; opgevist als "beste verliezer")
2023-2024: 3e Provinciale A: 12e op 16 ploegen, 31 punten. -- beste resultaat uit de clubgeschiedenis --
2024-2025: 3e Provinciale B: 15e op 16 ploegen, 23 punten. Degradatie naar 4e, maar club besluit te stoppen.